# 네암츠주

주 문장

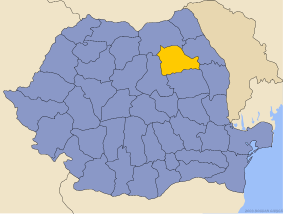
네암츠 주의 위치

네암츠주(루마니아어: Judeţul Neamț)는 루마니아 북동부 몰다비아 지방에 위치한 주로, 주도는 피아트라네암츠이며 면적은 5,896 km2, 인구는 557,000명(2002년 기준), 인구 밀도는 99명/km2, ISO 3166-2 코드는 RO-NT이다. 동쪽으로는 이아시 주와 바슬루이 주, 서쪽으로는 하르기타 주, 북쪽으로는 수체아바 주, 남쪽으로는 바커우 주와 접하며 2개 시와 3개 마을, 78개 지방 자치체를 관할한다.
주 전체 인구 가운데 98.66%는 루마니아인이며 0.05%는 헝가리인, 1.08%는 로마인, 0.07%는 리포반 러시아인이다. 주의 주요 산업은 화학 공업과 기계 부품 제조업, 직물 산업, 식품 제조업, 건설 자재 제조업이다.